# Cyclichthys spilostylus
Cyclichthys spilostylus is een straalvinnige vissensoort uit de familie van egelvissen (Diodontidae). De wetenschappelijke naam van de soort is voor het eerst geldig gepubliceerd in 1982 door Leis & Randall.